# Cardiophorus longicornis
Cardiophorus longicornis là một loài bọ cánh cứng trong họ Elateridae. Loài này được Lindberg miêu tả khoa học năm 1953.